# Deramas
Deramas là một chi bướm ngày thuộc họ Lycaenidae. Most of the species are rare và endangered.

## Hình ảnh

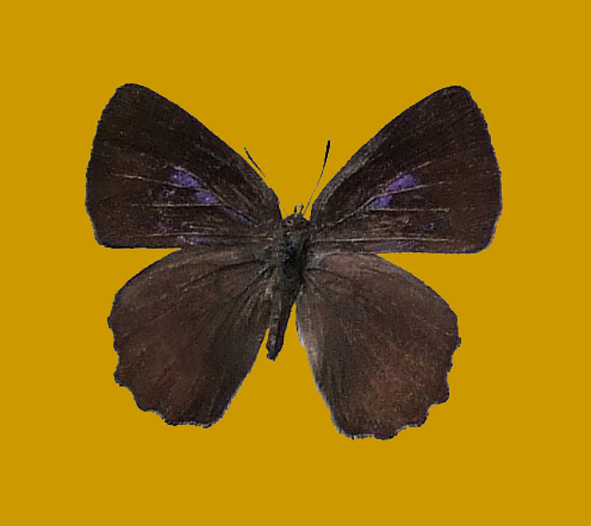
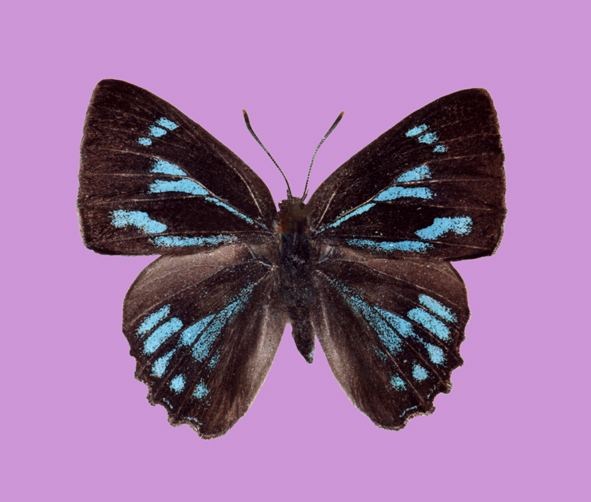
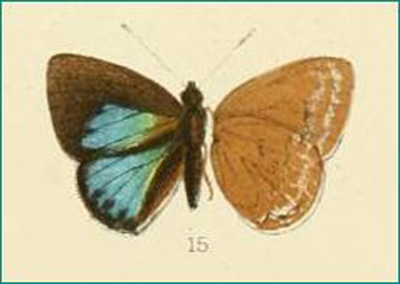